# Сизополь (корвет, 1830)
«Сизополь» — 24-пушечный парусный корвет Черноморского флота Российской империи. Корвет был назван в память о взятии 16 февраля 1829 года турецкой крепости Созополь отрядом судов под командованием контр-адмирала М. Н. Кумани.

## Описание корвета
Один из трёх парусных корветов одноимённого типа, длина судна по сведениям из различных источников составляла от 40 до 40,5 метра, ширина 10,7 метра, а осадка от 3,1 до 4,6 метра. Вооружение судна составляли 24 орудия, а экипаж состоял из 190 человек.

## История службы
Корвет «Сизополь» был заложен в Николаеве 30 июля 1829 года и, после спуска на воду 6 сентября 1830 года, вошёл в состав Черноморского флота России. Строительство вёл корабельный мастер И. Я. Осминин.
В 1832, 1834, 1837 и 1838 годах выходил в крейсерство к берегам Абхазии в составе Сухумского отряда судов. 26 декабря 1832 года вышел из Севастополя для доставки депеш русскому посланнику в Турции в Константинополь, в январе 1833 года вернулся в Севастополь. В том же году принимал участие в экспедиции Черноморского Флота на Босфор. 2 февраля вышел из Севастополя в составе эскадры контр-адмирала М. П. Лазарева и к 8 февраля прибыл в Буюк-дере.
В марте доставил в Одессу графу М. С. Воронцову депеши об отправке войск на Босфор. 28 июня в составе эскадры вице-адмирала М. П. Лазарева вышел из Буюк-дере, 2 июля прибыл в Феодосию, где с транспортных судов проводилась высадка российских войск, а 22 июля вернулся в Севастополь.
В 1835 и 1836 годах находился в Архипелаге в распоряжении русского посланника в Греции. В 1838 году корвет был перечислен в ластовые суда, а в 1845 году разобран.

## Командиры корвета
Командирами корвета «Сизополь» в разное время служили:
- Н. Б. Никонов (1831 год).
- П. М. Вукотич (1832—1833 годы).
- П. Ф. Мессер (1834—1836 годы)
- М. П. Панютин (1837—1838 годы).